# Dan Reynolds
Daniel Coulter Reynolds (Las Vegas, Nevada, 14 de julio de 1987), más conocido como Dan Reynolds, es un cantante, compositor, músico  y multinstrumentista estadounidense, reconocido por ser el vocalista principal de la conocida banda de rock Imagine Dragons, además de ser el único miembro original que aún permanece en la agrupación.

## Biografía
Daniel Coulter Reynolds (más conocido como Dan Reynolds) nació el 14 de julio en 1987 en Las Vegas, hijo de Christine M.  y  Ronald Reynolds (ambos nativos de Nevada), se crio escuchando musica. En el año 2005 obtuvo el rango de Águila Scout. A los 19 años se ofreció voluntario a tiempo completo como misionero de La Iglesia de Jesucristo de los Santos de los Últimos Días en Nebraska durante dos años, donde escribió "I Bet My Life" reflexionando sobre la dura relación con sus padres.

## Carrera

### Imagine Dragons (2008–presente)

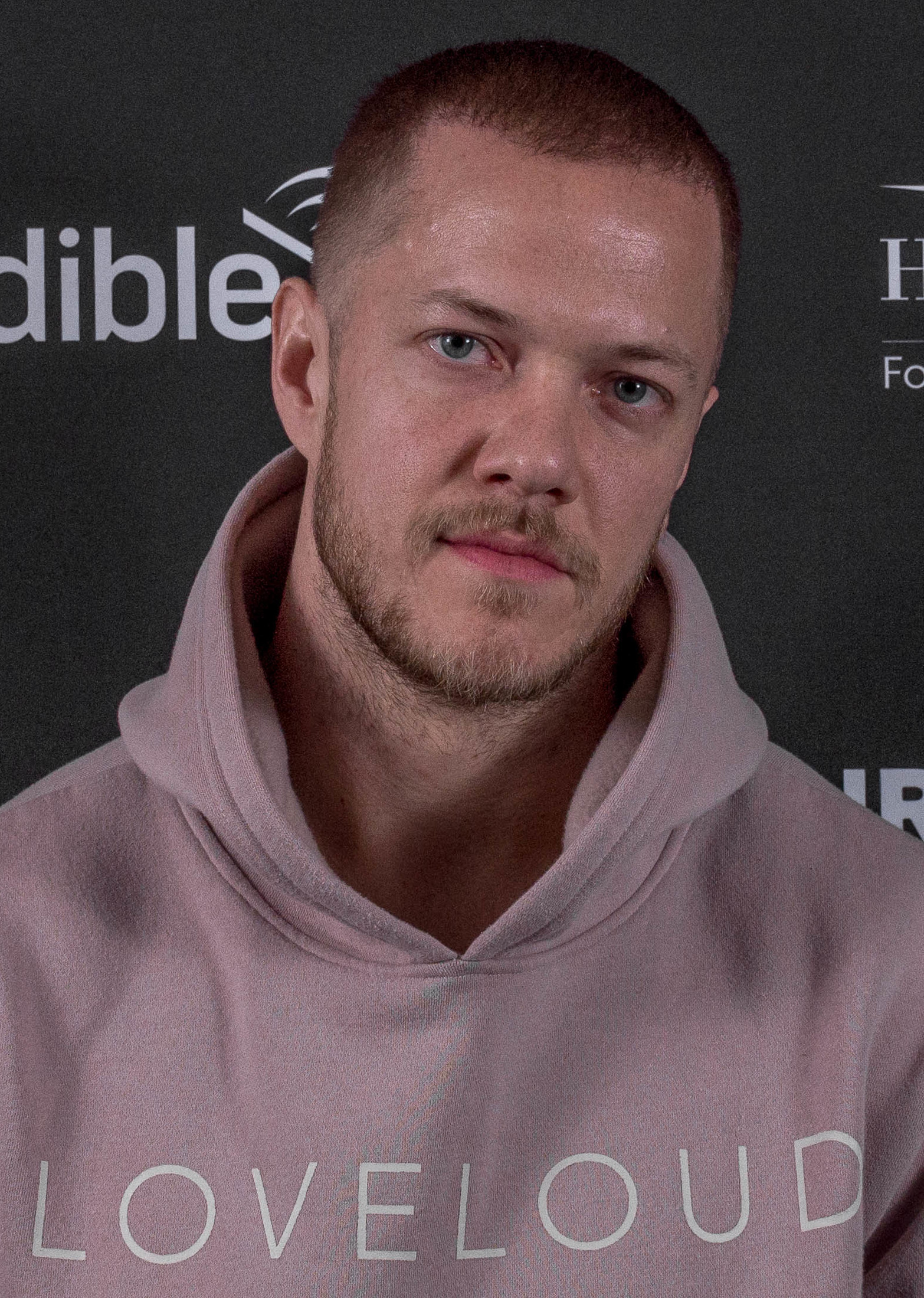
Reynolds en el Montclair Film Festival.

Dan era reacio a convertirse en un músico profesional en parte porque Wayne Sermon, su compañero de banda, le dijo: "Don't do music because you want to do music, do music if you have to do music." ("No hagas música porque quieras hacer música, haz música si necesitas hacer música"). Después de comenzar la escuela en la Universidad Brigham Young (BYU), Reynolds encontró que no podría "hacer nada más" que música y comenzó su carrera de músico profesional. En Utah, Reynolds conoció y reclutó a Wayne Sermon y al baterista Andrew Tolman para formar Imagine Dragons. Con Reynolds cantando,y otras competiciones locales. El bajista Ben McKee se unió a la banda y el baterista Daniel Platzman reemplazó a Tolman que dejó el grupo en 2012. En noviembre de 2012 firmaron con Interscope Records y empezaron a trabajar con el reconocido productor Alex Da Kid.
Imagine Dragons sacó a la venta su primer álbum de estudio Night Visions y su primer sencillo "It's Time" en septiembre de 2012. Night Visions alcanzó el top 10 de álbumes en Estados Unidos en 2012, 2013 y 2014. El álbum obtuvo un Billboard Music Award de  "Álbum Top de Rock" y fue nominado a un Juno Award por álbum internacional del año. Su segundo sencillo "Radioactive" alcanzó la posición #3 de Billboard Hot 100. "Radioactive", también estableció el récord de todos los tiempos para el reinado más largo en la parte superior de la tabla de "Billboard Rock Songs Chart", con 23 semanas consecutivas y el récord de mayor tiempo en el Billboard Hot 100, con 87 semanas. Rolling Stone la nombró "El mayor sencillo de Rock del año". Es la mayor venta en digital de la Historia, con ventas de más de 7,5 millones de copias en Estados Unidos. El tercer sencillo "Demons" alcanzó la posición #6 en el Billboard Hot 100, y es la octava canción más vendida digitalmente con más de 4 millones de copias en Estados Unidos.
Imagine Dragons lanzó su segundo álbum de estudio Smoke + Mirrors el 17 de febrero de 2015. Smoke + Mirrors debutó en la cima de Billboard 200, UK Albums Chart, y Canadian Albums Chart. Sus sencillos "I Bet My Life" y "Shots", ambos han alcanzado el Billboard Hot 100.
Imagine Dragons sacó a la venta su tercer álbum de estudio Evolve en junio de 2017. El 31 de enero, Imagine Dragons lanzó "Believer" como parte del Evolve. Imagine Dragons lanzó a la luz su nuevo sencillo "Thunder" el 27 de abril de 2017, y su respectivo videoclip el 2 de mayo de dicho año. El 9 de mayo del mismo año, lanzó un nuevo sencillo: Whatever it Takes, que en menos de 8 horas ya había obtenido más de medio millón de visitas en YouTube. El álbum llegó a la posición #2 en el Billboard Hot 100.

### Egyptian
Dan fue invitado a cantar, abriendo una presentación del grupo estadounidense Nico Vega, donde conoció a su vocalista Aja Volkman, quien más tarde se convertiría en su esposa. Él la invitó a que le ayudara a terminar unos demos en los que estaba trabajando. Los dos comenzaron un proceso colaborativo al que ellos llamaron Egyptian. Ellos grabaron, produjeron y lanzaron independientemente un EP de 4 canciones digitalmente.[cita requerida]

## Discografía
| Año  | Canción(es)                                   | Artista                                      | Álbum                 | Rol                                                            |
| ---- | --------------------------------------------- | -------------------------------------------- | --------------------- | -------------------------------------------------------------- |
| 2011 | All Tracks                                    | Egyptian                                     | Egyptian - EP         | Co-writer, Producer, Performer                                 |
| 2013 | "Stranger"                                    | X Ambassadors                                | Love Songs Drug Songs | Co-writer, Producer 2017 beliver 2021 enemy 2022 sharks,bones` |
| 2014 | "Nothing Quite Like Home"                     | G. Love & Special Sauce featuring Ben Harper | Sugar                 | Co-writer                                                      |
| 2014 | "I Believe (Get Over Yourself)" "I'm On Fire" | Nico Vega                                    | Lead To Light         | Co-writer, Producer                                            |

## Contribuciones caritativas

### The Tyler Robinson Foundation
En 2013, Imagine Dragons junto a la familia de Tyler Robinson, crearon The Tyler Robinson Foundation, ayudando a gente joven a luchar contra el cáncer. Desde 2014, todos los años se celebra una gala anual, la Tyler Robinson Foundation Gala, cuyo objetivo es conseguir recaudar más dinero para la fundación, además de agradecer a los ya donantes. Para conseguir mayor cantidad de donaciones, en dicha gala hacen una actuación musical con canciones suyas, las cuales son retransmitidas por redes sociales. 

### LOVELOUD Foundation
En 2017, Dan Reynolds, fundó junto a Tyler Glenn la fundación LOVELOUD para apoyar a jóvenes de la comunidad LGBTQ+. Todos los años se organiza el festival LOVELOUD Festival en Utah, donde la comunidad mormona es especialmente importante, para tratar de concienciar y mostrar respeto a la comunidad LGBTQ+ que en ocasiones ha recibido discriminaciones por parte de La Iglesia de Jesucristo de los Santos de los Últimos Días de Utah. 

## Vida personal
El 5 de marzo de 2011, Reynolds se casó con Aja Volkman. Tienen tres hijas y un hijo. Su primera hija nació el 18 de agosto de 2012. Sus hijas gemelas nacieron el 28 de marzo de 2017. Su hijo nació el 1 de octubre de 2019.
El 26 de abril de 2018, Reynolds anunció que después de poco más de siete años de matrimonio, él y Volkman se iban a divorciar. El 7 de noviembre de 2018, Reynolds anunció, junto con el lanzamiento de la canción de Imagine Dragons "Bad Liar", que él y Volkman no se habían divorciado, que ella ayudó a coescribir la canción con él a principios de año y que estaban juntos otra vez. El 16 de septiembre de 2022, Reynolds anunció que él y Volkman se separaban nuevamente. Volkman solicitó oficialmente el divorcio el 18 de abril de 2023. La solicitud llegó meses después de que la pareja anunciara su separación. El divorcio finalizó el 26 de marzo de 2024.
Reynolds sufre de espondilitis anquilosante, que anunció durante un concierto en el First Direct Arena de Leeds en 2015 durante la gira Smoke + Mirrors Tour de la banda. En 2016 se asoció con Novartis para concienciar sobre la grave enfermedad inflamatoria. Ese mismo año, Reynolds dijo en una entrevista que había estado muy deprimido durante los últimos dos años y que a menudo acude a un terapeuta. También padece colitis ulcerosa desde los 21 años. Muchas canciones de Night Visions se inspiraron en su depresión. Su objetivo es desestigmatizar y cambiar la percepción que la sociedad tiene de la depresión y de buscar ayuda profesional. En abril de 2018, comenzó a hablar sobre sus problemas de salud física y mental en sus cuentas de redes sociales y continúa ofreciendo mensajes alentadores de apoyo a sus fans y otras personas que también luchan.
Reynolds y su madre Christene aparecieron en la serie de Paramount+ From Cradle to Stage, presentada por Dave Grohl y su madre, Virginia Hanlon Grohl. El episodio se emitió el 6 de mayo de 2021.
Reynolds practica jiu-jitsu brasileño y compitió en la división de cinturón blanco de un torneo de la Liga Mundial de Jiu-Jitsu en la Universidad de California en Los Ángeles el 2 de julio de 2023, donde ganó la medalla de bronce.

### Afiliación religiosa
Reynolds fue miembro, durante sus años de crecimiento, de La Iglesia de Jesucristo de los Santos de los Últimos Días, se identificó como miembro de esa congregación hasta el 2019 y declaró que no estaba de acuerdo con algunas afirmaciones de la doctrina de esa religión, sobre todo las relativas a la homosexualidad. En una entrevista en el 2021 con la revista Attitude, aseguró que no es mormón; un mes después, declaró: "No estoy criando a mis hijos en ninguna religión en particular, si eso significa algo. Soy más espiritual, y la religión nunca ha estado entre mis intereses."